# Rudolf Wolf (Astronom)

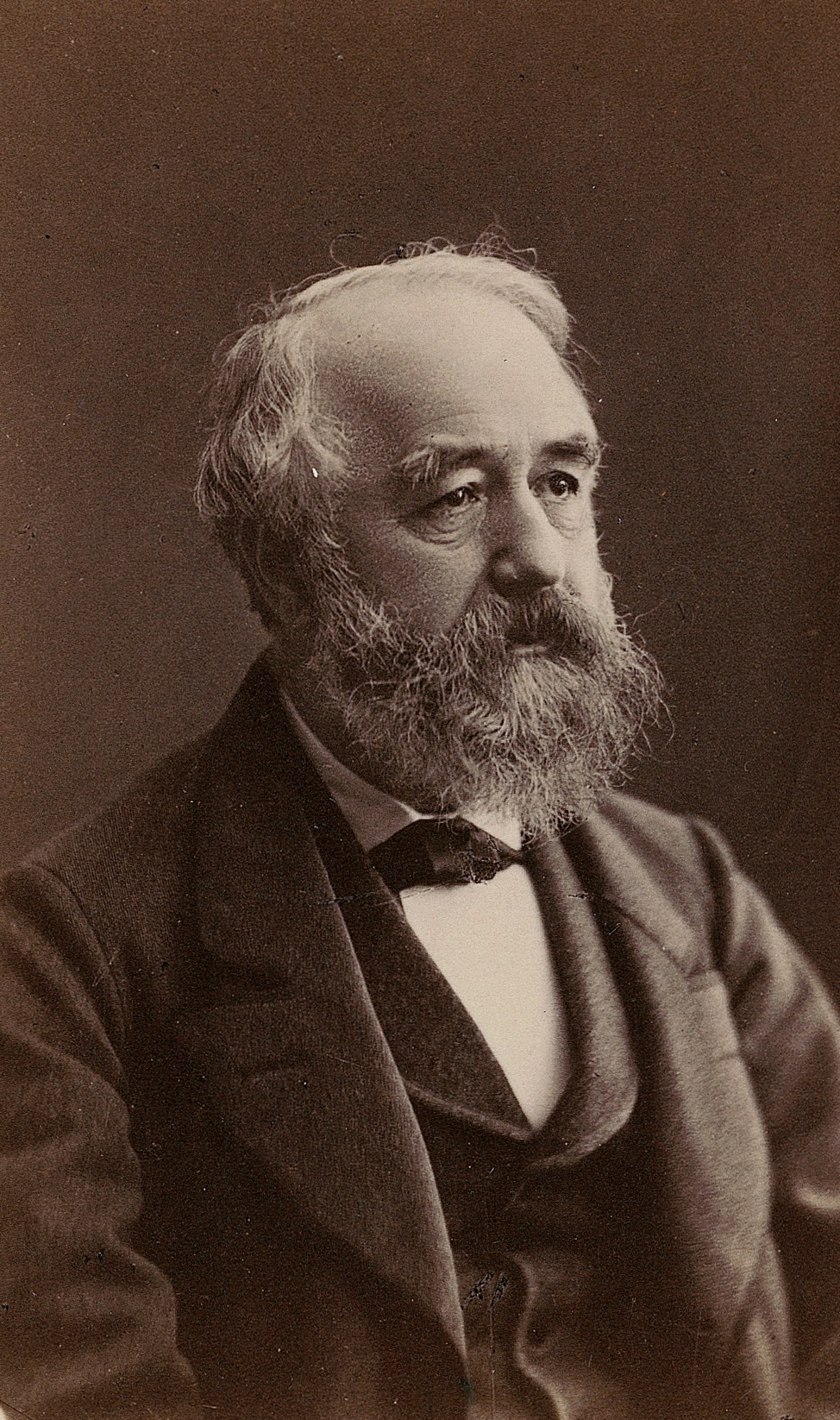
Johann Rudolf Wolf

Johann Rudolf Wolf (* 7. Juli 1816 in Fällanden bei Zürich; † 6. Dezember 1893 in Zürich) war ein Schweizer Astronom und Mathematiker. Er gilt als Pionier der Astronomie in der Schweiz und war von 1864 bis 1893 erster Direktor der von ihm gegründeten Eidgenössischen Sternwarte.

## Leben
Wolf, der Sohn eines reformierten Pfarrers, studierte ab 1833 Physik und Astronomie an der Universität Zürich, in Wien, Berlin und Paris. Nach seinem Studium wurde Wolf 1839 Mathematik- und Physiklehrer an der Realschule in Bern, 1844 Privatdozent und 1847 Vorstand der Sternwarte in Bern und 1853 ausserordentlicher Professor an der Universität in Bern. 1855 ging er als Lehrer für Mathematik an das obere Gymnasium nach Zürich (was er bis 1861 war) und war dort gleichzeitig Professor für Astronomie am Polytechnikum (der heutigen ETH Zürich) und an der Universität Zürich. Ausserdem leitete er die Bibliothek der ETH Zürich. Er hatte diese Positionen bis zu seinem Tod inne.
Ein bedeutender wissenschaftlicher Beitrag war die genaue Feststellung der Periode von etwa 11 Jahren, innerhalb derer die Anzahl der Sonnenflecken schwankt. 1849 entwickelte er eine Methode, mit der die Sonnenfleckenaktivität erfasst werden kann. Nach ihm wird dieses Mass für die relative Häufigkeit der Sonnenflecken auch als Wolf’sche Relativzahl bezeichnet. Schon zuvor hatte er 1832 einen Zusammenhang von täglicher Schwankung der Bewegung von Magnetnadeln und Sonnenfleckenzahl festgestellt. 1852 stellten er und andere unabhängig voneinander fest, dass der Zyklus der Sonnenfleckenaktivität mit dem des Erdmagnetfeldes übereinstimmt. Die von ihm begründeten Zürcher Sonnenflecken-Beobachtungsreihen gelten als die ältesten durchgängig bis in die Gegenwart durchgeführten derartigen Messreihen. Wolf stellte seine umfassenden Polarlichtdaten seinem Freund Hermann Fritz zur Verfügung, die diesem als Grundlage für sein "Verzeichnis beobachteter Polarlichter" dienten. Aus diesen Zusammenstellungen wurde die Parallelität der solaren-, geomagnetischen und Polarlichttätigkeit abgeleitet.
Er war auch Wissenschaftshistoriker, veröffentlichte Bücher zur Astronomiegeschichte und in vier Bänden Biographien zur Kulturgeschichte der Schweiz, die er durch zahlreiche Artikel in Zeitschriften ergänzte. Wolf war ein sehr produktiver Fachschriftsteller. Noch heute zitiert wird unter anderem seine Geschichte der Vermessungen in der Schweiz. Er war 1861 bis 1893 Präsident der Geodätischen Kommission der Schweiz und an einer neuen Präzisionsvermessung der Schweiz beteiligt. Er war auch ein Pionier der Meteorologie in der Schweiz und gehörte seit der Gründung 1861 der Schweizerischen Meteorologischen Kommission an, war 1866 bis 1881 deren Präsident und erster Direktor der Meteorologischen Zentralanstalt der Schweiz.
1850 führte er umfangreiche Messreihen zum Buffonschen Nadelproblem durch.
Wolf war 38 Jahre lang von 1856 bis 1893  Herausgeber der Vierteljahresschrift der Naturforschenden Gesellschaft in Zürich. Davor gab er 1843 bis 1855 die Mittheilungen der Naturforschenden Gesellschaft in Bern heraus. 1841 bis 1854 war er Sekretär der Naturforschenden Gesellschaft Bern.

## Ehrungen
1864 wurde er Mitglied der Royal Astronomical Society in London und 1885 korrespondierendes Mitglied der Académie des Sciences. Die Naturforschende Gesellschaft zu Emden ernannte Johann Rudolf Wolf 1870 zum korrespondierenden Ehrenmitglied. 1852 wurde er Ehrendoktor in Bern.

## Schriften
- als Herausgeber: Taschenbuch der Mathematik, Physik, Geodäsie und Astronomie, Halle, Bern 1852, OCLC 254774722.
- Biographien zur Kulturgeschichte der Schweiz, 4. Auflage, Orell Füssli, Zürich 1858–1862, Vierter Band, siehe auch  (online – Internet Archive Zürich 1861)
- Die sonne und ihre flecken. Ein Vortrag vor gemischtem Publikum gehalten am 10. Januar 1861. Orell Füssli, Zürich 1861, OCLC 794810632.
- als Herausgeber: Handbuch der Mathematik, Physik, Geodäsie und Astronomie, Zwei Bände, Schulthess, Zürich 1870 bis 1872, Erster Band Zweiter Band
- Geschichte der Astronomie. Oldenbourg, München, 1877, OCLC 9008089 (= Geschichte der Wissenschaften in Deutschland, Neuere Zeit, Band 16).
- Geschichte der Vermessungen in der Schweiz, als historische Einleitung zu den Arbeiten der schweiz. geodätischen Commission (PDF; 36,5 MB). S. Möhr, Zürich 1879 OCLC 15865849.
- Handbuch der Astronomie, ihrer Geschichte und Litteratur. Schulthess, Zürich 1890 bis 1893. (Digitalisat: 1. Buch (PDF; 20,7 MB), 2. Buch (PDF; 20,8 MB), 3. Buch (PDF; 17,1 MB), 4. Buch; PDF; 17,7 MB) (Nachdruck Olms: ISBN 978-3-487-05007-2)